# Fufú de plátano verde
El fufú de plátano verde, bolón de verde, mofongo, cabeza de gato, bola de plátano o  tacacho es una comida típica de la cuenca del Caribe y parte de la Amazonia. Consiste en un puré de plátanos verdes cocidos y machacados. Opcionalmente se pueden mezclar con grasa animal, carnes o verduras.

## Origen
Esta forma tradicional de consumo de plátano tiene claras raíces del fufu (diferentes verduras con almidón) del golfo de Guinea y la región del Congo. Se introdujo en el Caribe mediante africanos que vivían en las colonias españolas del Nuevo Mundo.[cita requerida] El fufú se compone de raíz feculenta de verduras y plátanos hervidos machacados, y se mezcla con agua, mantequilla o leche hasta que tiene consistencia de masa.

## Etimología
La palabra original "mangusi" se referiría a casi cualquier raíz vegetal que se haya hervido y hecho puré. Según la cultura popular, la palabra «mangú» proviene de la época de la primera invasión norteamericana (1916-1924) a República Dominicana; estos al probar este puré de plátanos expresaban: “Man, (this is) good!”, (¡hombre, esto es bueno¡) y los dominicanos, al no dominar el inglés, tomaron la expresión para nombrar a este plato y siguieron usando el término. No se tiene muy claro cómo se le llamaba a este plato antes de esta época.

### Denominaciones regionales
- Costa Caribe de Colombia: cabeza de gato.
- Costa pacífica de Colombia: marranitas
- Costa Rica: angú.[1]
- Cuba: fufú, mogo o machuquillo.
- Ecuador: bolón de verde.[2][3]
- Panamá: fufú de plátano.
- Perú: tacacho.
- Puerto Rico: mofongo.
- República Dominicana: mangú.
- Venezuela: Bola de plátano, fufú o banán-pilé.

## Variantes regionales

### Colombia
En el Caribe Colombiano se conoce como cabeza de gato. Se consume principalmente como desayuno. Consiste en plátanos verdes cocinados y posteriormente machacados, amasados con un sofrito de tomate, cebolla, opcionalmente ajo, achiote y chicharrones en trocitos. También se les puede simplemente añadir el sofrito. Normalmente se acompaña con queso costeño rallado y suero atollabuey o mantequilla, y puede ser complementado con cualquier carne o huevos revueltos.
En el departamento de Córdoba los plátanos se asan a la brasa y se les da forma de bolas. Un plato similar es el cayeye, preparación típica de la Zona Bananera del Magdalena, el cual reemplaza los plátanos por guineos verdes.
En el Valle del Cauca las bolas de plátano con chicharrón se fríen y se conocen como marranitas vallunas, en el Tolima como migas y en el Huila, Antioquia y Cundinamarca se encuentran los Juan Valerios.

### Cuba
En Cuba es denominado fufú de plátano, y es un plato hecho básicamente de plátano machacado y mezclado con chicharrones. El investigador de folclore cubano Fernando Ortiz explicó que durante la dominación inglesa en Cuba, después de la toma de La Habana, entraron a ese país muchos esclavos negros llevados por los ingleses. La comida que normalmente se daba a los esclavos era plátano hervido y machacado, y se cree que esta forma de comer el plátano venía de Ghana y Sierra Leona. Los negreros ingleses acostumbraban a decir “food, food” (“comida, comida”), cuando repartían las raciones a los negros y de ahí que los esclavos usaban la palabra “fufú” para designar dicha comida.

### Ecuador

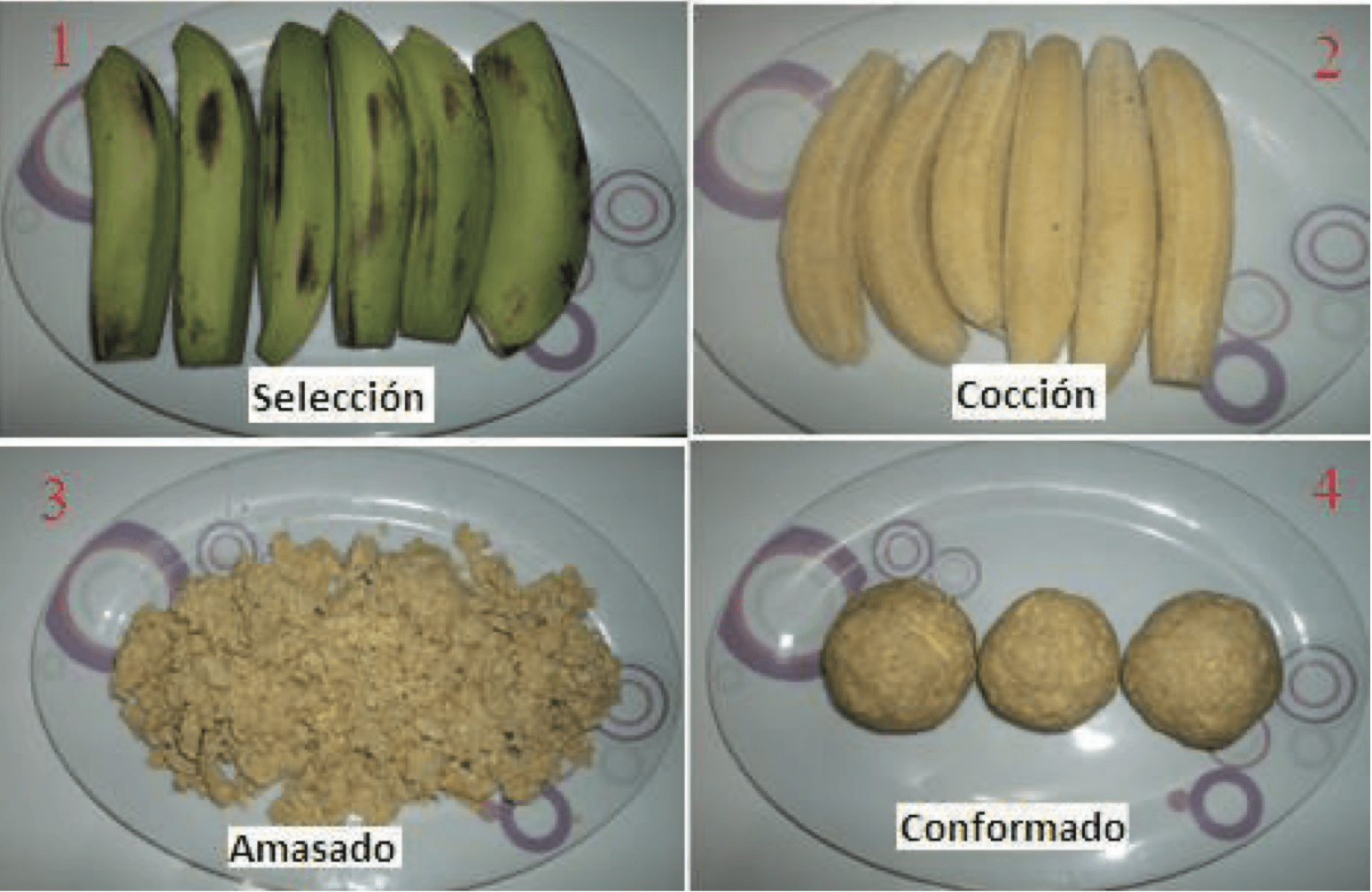
Fotografía con separación del proceso de preparación de balones de verde en cuatro pasos. 1) Selección, referente a escoger los plátanos; 2) Cocer los plátanos pelados; 3) Amasado, al formar una masa con los plátanos cocidos y machacados; 4) Conformación de las bolas.

El bolón o bolón de verde es un plato nacional y tradicional de la gastronomía de Ecuador, que tiene como base plátano verde. De las dos variedades más comunes de verdes que se encuentran en Ecuador, el plátano verde dominíco es usado preferencialmente dado que su textura es más suave y homogénea; a diferencia del barraganete, que suele usarse para chifles, por ejemplo.
Consiste en una «bola» o «bolón» casi del tamaño de un puño hecha de una masa de plátano verde asado o hervido luego frito previamente y luego mojado, el cual se amasa firmemente con las manos y se mezcla con algún ingrediente de relleno (puede ser algún tipo de carne frita y/o pedazos de queso). La relación de cantidad de bolón con la cantidad de relleno suele ser de 4:1 o 5:1. Una vez amasado todo se suele comer directamente o también ponerlo a freír o calentar en un horno unos minutos hasta que quede ligeramente tostado en el exterior.
De las formas más tradicionales de servirse es con café negro, especialmente en la costa ecuatoriana donde es un desayuno bastante usual.

### Perú
En Perú se conoce como tacacho, probablemente del quechua «taka chu» («lo golpeado»). Es uno de los ingredientes básicos del tacacho con cecina, tradicional de la gastronomía de la selva peruana.
Se elabora una masa compuesta de una mezcla de plátano bellaco verde asado, chicharrón de cerdo y manteca de cerdo. Los plátanos son asados en carbón aunque en algunas regiones, como Huánuco, se cocinan en agua. Posteriormente los plátanos asados son machacados con un Batán (piedra de moler) y mezclados con chicharrón picado y manteca, tras lo cual se le da la forma de bola. El consumo del tacacho varía según la región donde se elabora, así en Madre de Dios y San Martín se acostumbra comer tacacho durante el desayuno mientras que en otras regiones es un plato servido en el almuerzo o la cena. En San Martín se acostumbra a degustar tacacho durante la cena navideña. También se suelen preparar en forma de pequeñas bolitas para piqueos.

### Puerto Rico
El mofongo es un plato típico de Puerto Rico. con plátanos fritos como ingrediente principal. Los plátanos se cosechan verdes y se fríen, luego se machacan con sal, ajo, caldo y aceite de oliva en un pilón de madera (un mortero de madera de Caoba o  guayacán). El objetivo es producir una bola compacta de puré de plátanos que absorberá los condimentos que lo acompañan y que contenga chicharrón o trozos de tocino en su interior. Se sirve tradicionalmente con carne frita y caldo de pollo. Los sabores particulares resultan de variaciones que incluyen verduras, pollo, camarones, carne de res o pulpo empacados dentro o alrededor del orbe de plátano.
Las raíces de mofongo llevan al fufu africano, mezclado con influencias españolas y taínas.
Estos grupos étnicos que poblaron Puerto Rico utilizaron la técnica de un mazo para triturar grandes cantidades de alimentos con almidón. A continuación, el puré se ablandó con líquidos y grasas. Según el historiador y escritor Cruz Miguel Ortíz Cuadra, la palabra "mofongo" proviene del término angoleño kikongo 'mfwenge-mfwenge', que significa "una gran cantidad de cualquier cosa en absoluto".
Mofongo apareció por primera vez en el primer libro de cocina de Puerto Rico, El Cocinero Puertorriqueño, en 1859. El título de la receta es "mofongo criollo". En esa primera receta se limpian los plátanos verdes con limón, se hierven con ternera y pollo y luego se machacan con ajo, orégano, ají dulce, tocino y jamón. Luego se forma una bola y se come con el caldo de ternera y pollo. Los plátanos asados con ajo también están en el mismo libro de cocina y luego se introducirían en la cocina Dominicana en los años 60 como mofongo con carne frita al lado. La segunda receta fue escrita en 1948 por Elizabeth B.K. Dooley en el libro de cocina puertorriqueño. La receta requiere plátanos amarillos fritos en manteca, machacados con ajo, aceite de oliva, chicarrón y formando una bola. Posteriormente se volvería a cambiar con plátanos verdes y plátanos medio maduros fritos y machacados con ajo, tocino, caldo y chicarrón en los años 50 en los libros de cocina puertorriqueños.
También es común en Puerto Rico hacer mofongo de yuca, mofongo de malanga y yautía, mofongo de panapén o una combinación de yuca, plátano maduro y verde (trifongo), plátanos verdes y maduros (mofongo de amarillo) a menudo preparado con pollo.

### República Dominicana
El mangú se prepara con plátanos verdes. Los plátanos luego de ser hervidos en agua con sal se machacan y se les agrega un poco del agua en el que han sido hervidos y/o mantequilla para lograr una textura más cremosa, a este puré por sí solo se le conoce como mangú. Suele ser acompañado con cebolla sofrita en aceite y vinagre y salami (una versión local compuesta de carne de res y cerdo, muy popular en el país). Otros acompañantes típicos son el queso blanco frito, huevos fritos o revueltos con cebollas y ajíes y/o aguacate. Cuando el plato está acompañado por los tres últimos se le conoce popularmente como los tres golpes en alusión a los acompañamientos (salami, el queso y los huevos y/o el aguacate).
Existe una versión muy popular también de este plato: el mangú de plátanos maduros. Se elabora de igual manera, solo variando el plátano que en este caso está maduro, siendo mucho más suave y dulce que el original.
Este plato típico es consumido como desayuno o cena, más frecuentemente entre las clases bajas y pobres dado lo económico que resulta elaborarlo; sin embargo, no existe una delimitación social en su consumo, siendo parte de la dieta habitual de prácticamente toda la población de República Dominicana y su elaboración no varía en lo absoluto entre ricos y pobres.
El mangú es servido en muchos restaurantes del país, sin dejar de lado los hoteles, donde se ofrece como un plato típico y es muy solicitado por los turistas.

### Venezuela
En la región oriental este plato se conoce como bola de plátano y se prepara poniendo a sancochar el plátano verde con agua y sal para luego machacarlo: el puré por sí solo (a menudo servido con queso y mantequilla) se conoce de esta forma, pero también se pueden hacer bolitas rellenas de queso que pueden o no echarse a freír. En el estado Bolívar se le conoce como banán-pilé, y se prepara siempre en forma de bolas con la variante de llevar adicionalmente plátano maduro.
En el estado Miranda se conoce este plato como fufú y consiste en un bollo de plátano verde con papelón, coco y aliños, que después se machaca como puré, se les agrega ajo y pimienta y se fríe.

## Récord mundial
Este plato cuenta con su propio récord mundial certificado por Guiness. El récord se logró en Nueva York, donde se preparó un bolón de 292 kilogramos, compuesto en un 80% por plátano machacado y el resto por huevos revueltos, salami, queso frito y cebollas salteadas.

## Galería

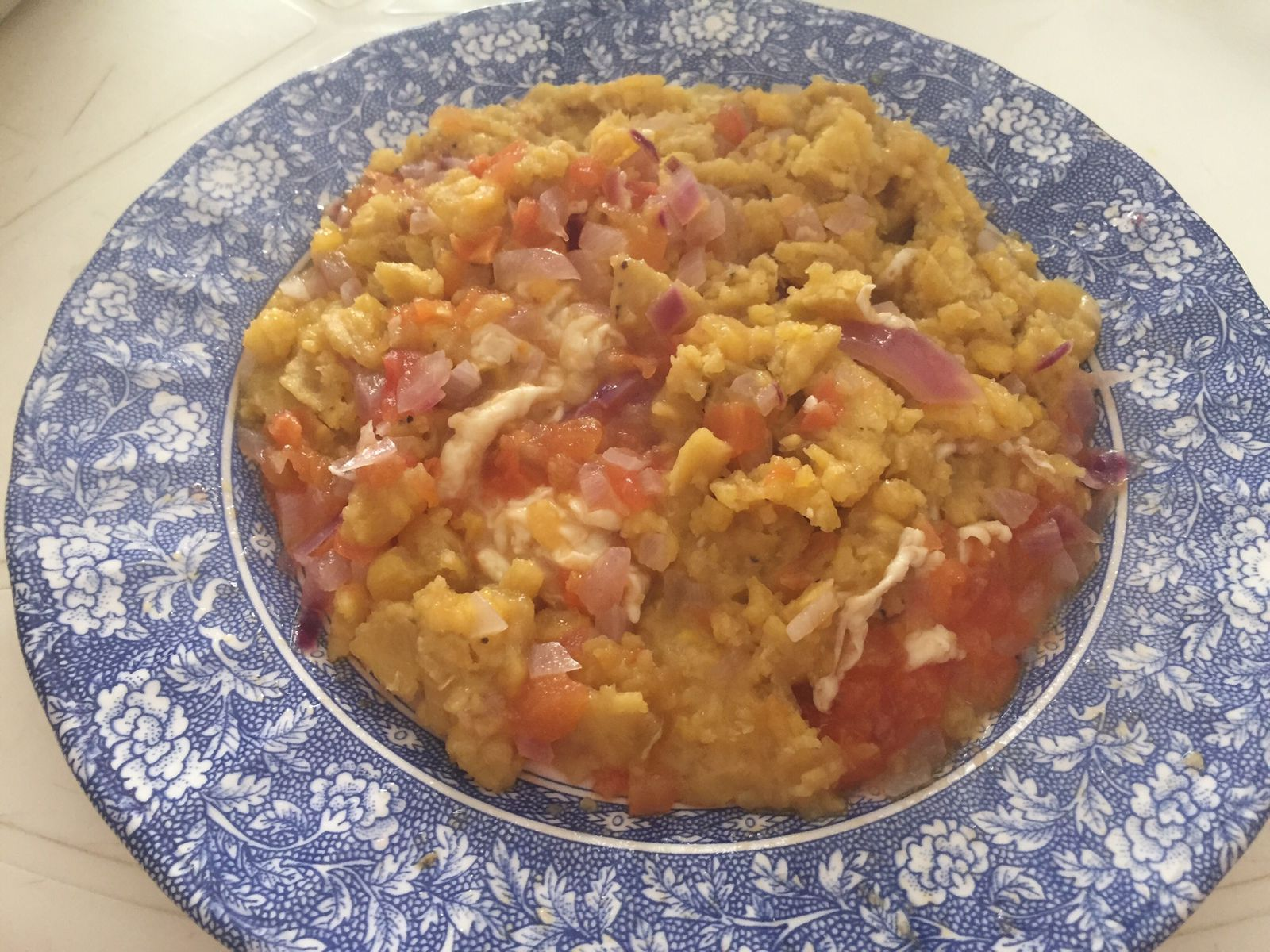
Cabeza de gato (región Caribe de Colombia)
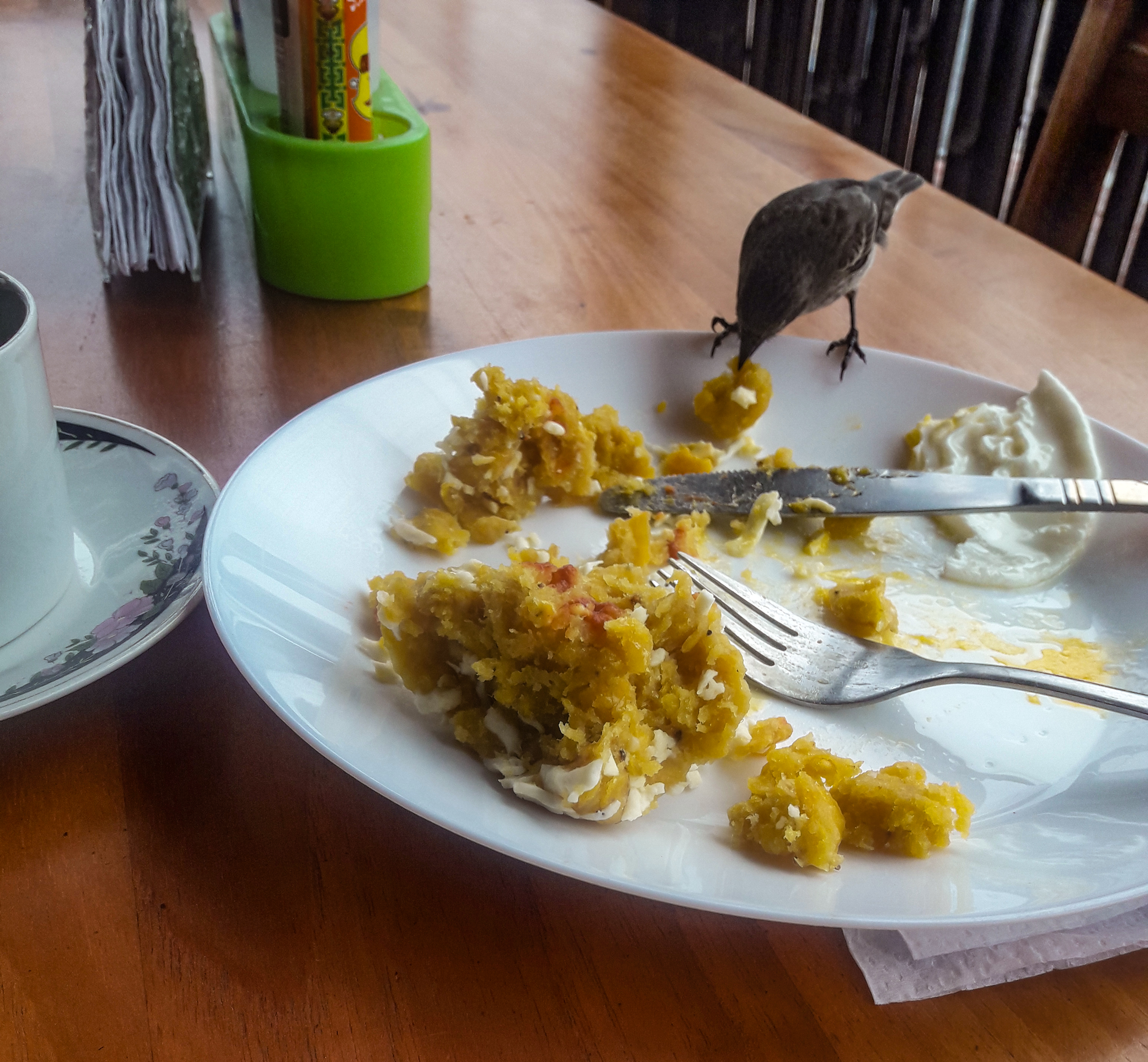
Bolón verde con queso (Ecuador)
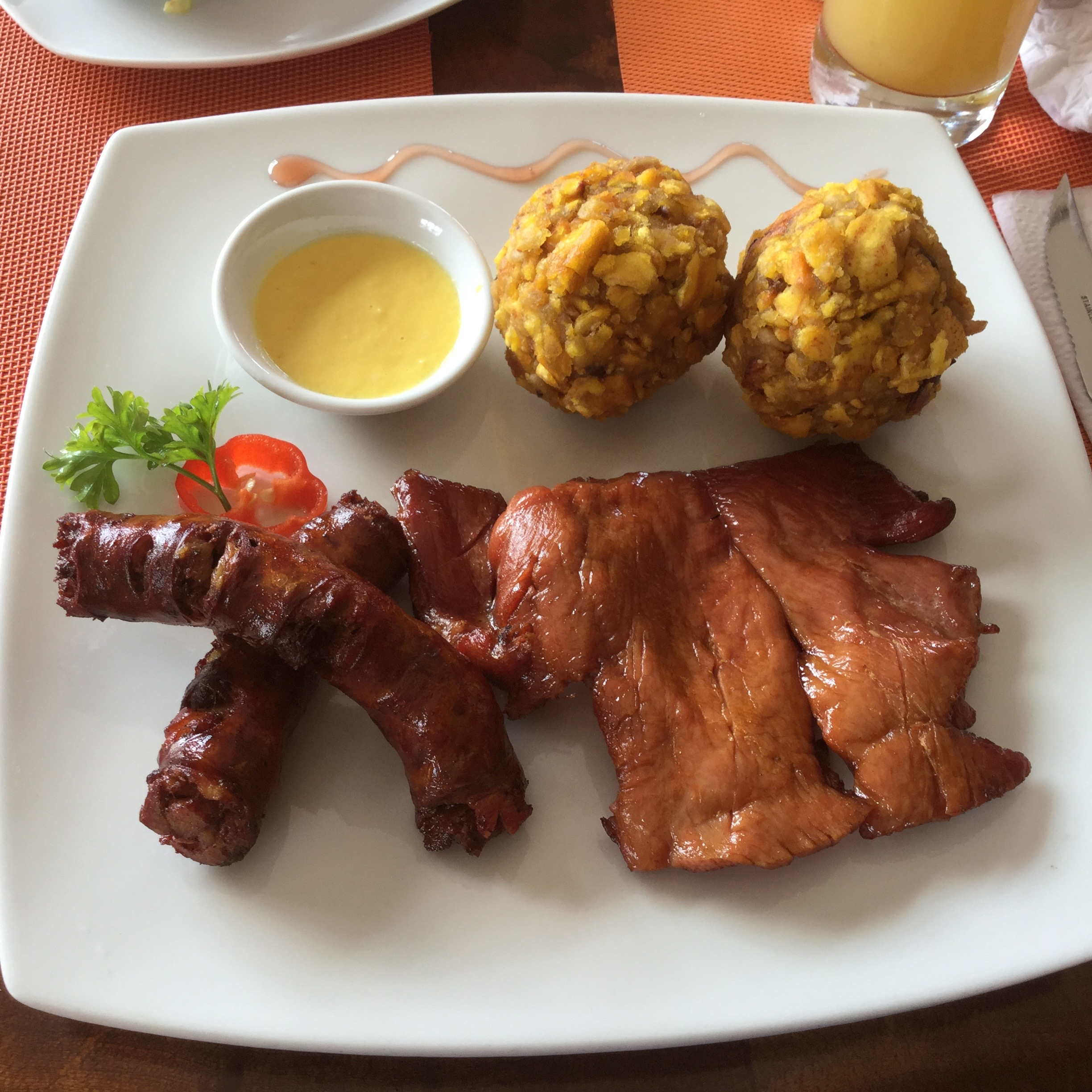
Tacacho con cecina (Perú)
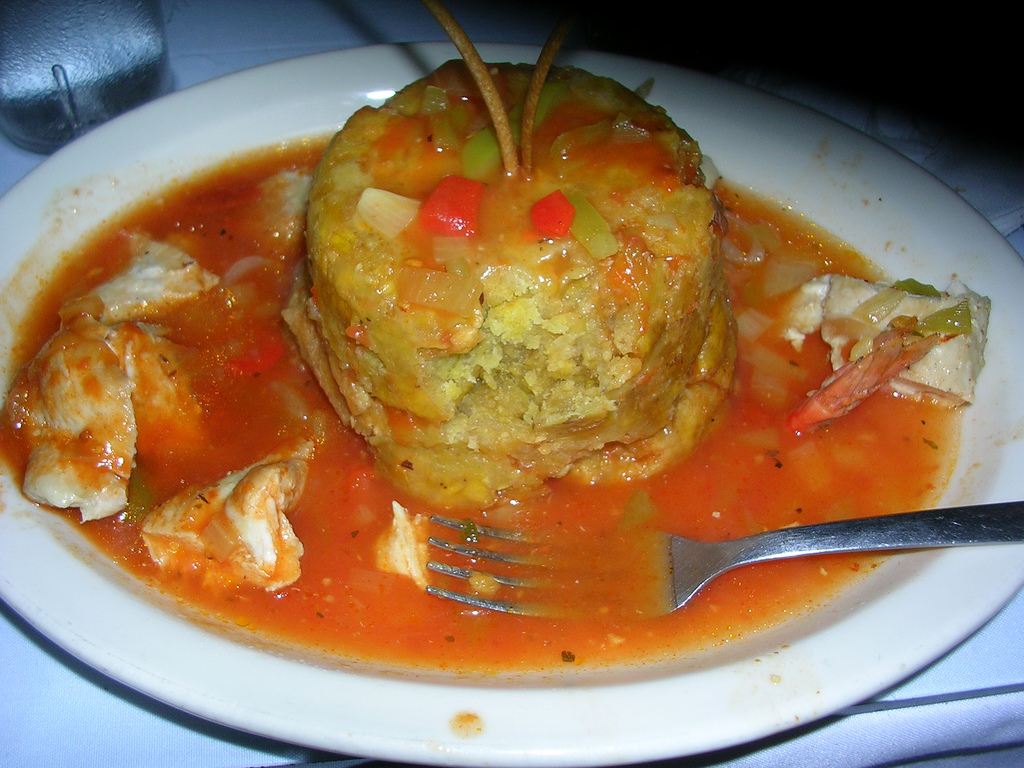
Mofongo con caldo de pollo (Puerto Rico)
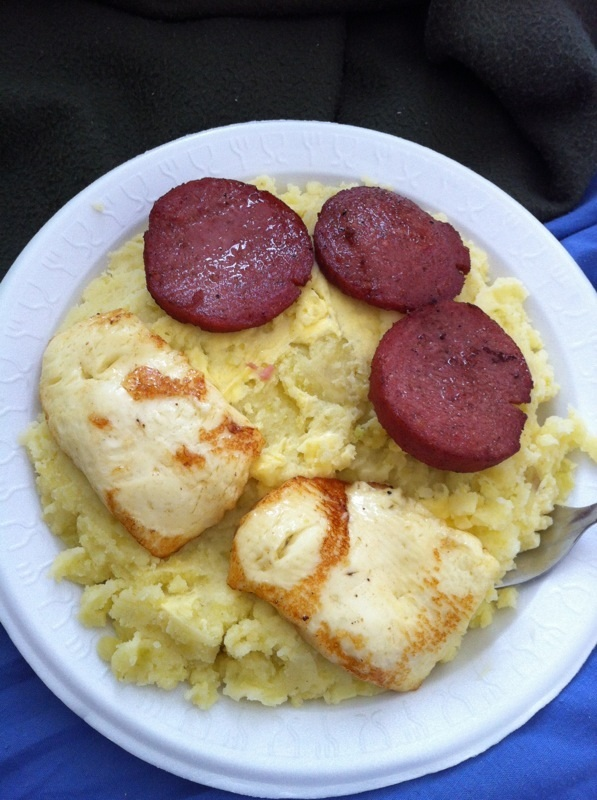
Mangú (República Dominicana)